# Envasado al vacío

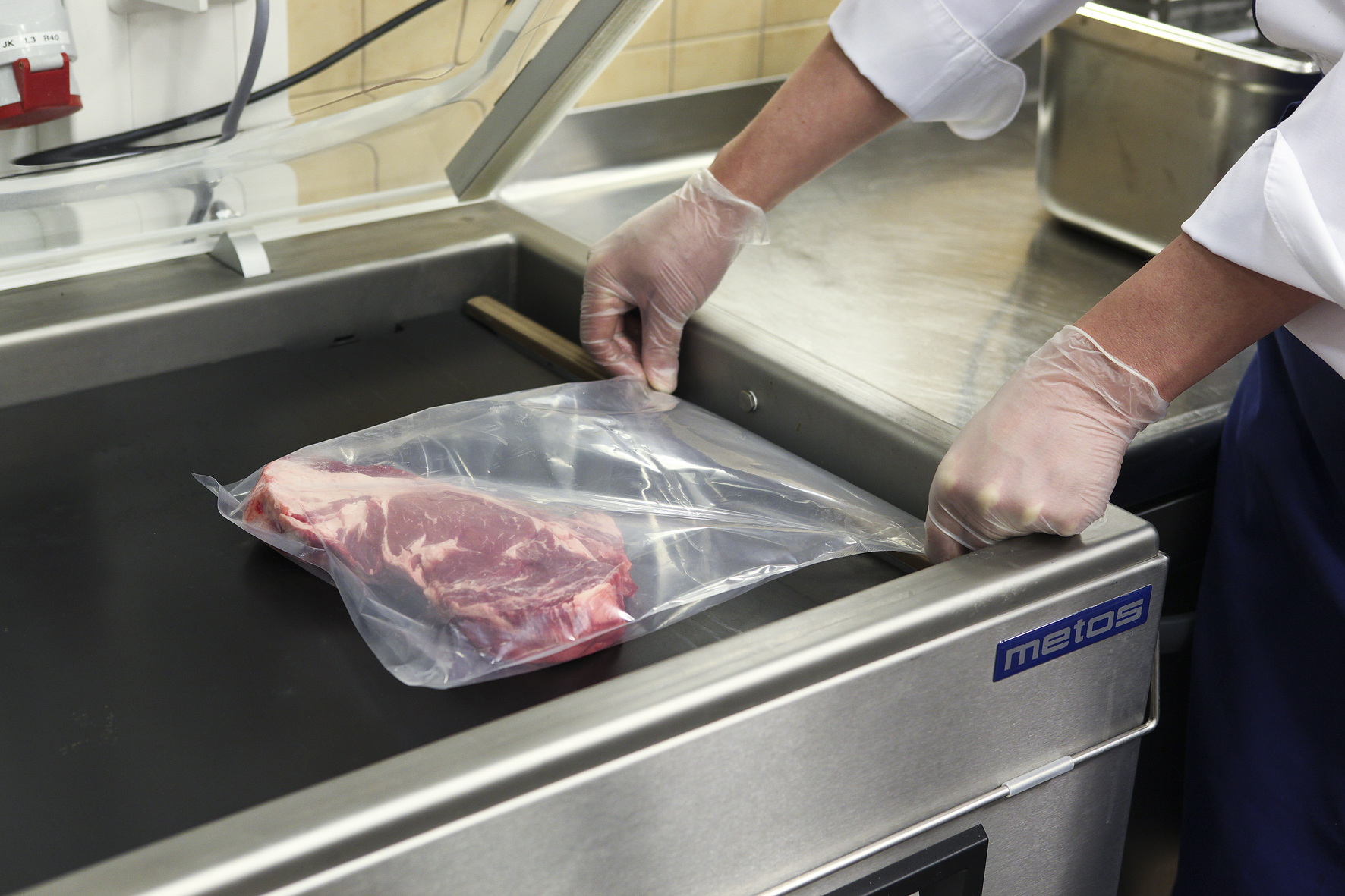
Empaquetado al vacío de un producto cárnico.

El envasado al vacío es un método de envasado que consiste en retirar el aire del interior de un envoltorio con el objetivo de extender el periodo de caducidad de un alimento al vacío.

## Características
Este tipo de envasado se realiza en films de plástico poco permeables al aire. El envasado al vacío de carnes suprime la mayoría de las bacterias nocivas incluidas en los alimentos. Si bien el método de envase no supone una garantía 100%, puede mejorar su efectividad considerando otros métodos combinados: es decir envase al vacío y antioxidantes, envasado al vacío y tratamiento térmico, etc. Por regla general un envasado al vacío de una carne no tratada (ni cocida, ni curada) soporta aproximadamente diez días. En el caso de carnes curadas el envase al vacío detiene el crecimiento bacteriano, prolongando su vida. Siendo además que el poco oxígeno restante es consumido por la actividad tisular liberando dióxido de carbono.

## Limitaciones
A pesar de reducir la presión parcial de oxígeno mediante las bombas de vacío, limitándose el crecimiento de bacterias aeróbicas, no se detiene la proliferación de bacterias anaeróbicas que no necesitan del oxígeno, lo que puede suponer un problema de intoxicación alimentaria. Algunos organismos como las esporas pueden permanecer en estado latente dentro de los envases al vacío y activarse cuando los envases se abren. 